# Saint-Hippolyte (Aveyron)
Pour les articles homonymes, voir Saint-Hippolyte.
Saint-Hippolyte est une commune française, située dans le département de l'Aveyron en région Occitanie.

## Géographie

### Généralités
Dans la moitié nord du département de l'Aveyron, la commune de Saint-Hippolyte s'étend sur 36,87 km2. Elle est bordée à l'est par la Truyère sur environ huit kilomètres — dont la majeure partie dans la retenue du barrage de Couesques — et arrosée par son affluent le Goul. Le barrage du Goul a été implanté entre Saint-Hippolyte et Lapeyrugue, dans le Cantal.
Sur les hauteurs dominant la vallée de la Truyère, le bourg de Saint-Hippolyte est desservi par les routes départementales (RD) 526 et 596.
Le territoire communal est également desservi par les RD 231 et 9004.
Le sentier de grande randonnée GR 465A, variante du GR 465, traverse le territoire communal, passant notamment au village de Pons.

### Communes limitrophes
Saint-Hippolyte est limitrophe de huit autres communes, dont deux dans le département du Cantal. À l'ouest, son territoire est distant d'environ 600 mètres de celui de Ladinhac, également dans le Cantal.
Les communes limitrophes sont  Campouriez, Entraygues-sur-Truyère, Lacroix-Barrez, Lapeyrugue, Le Fel, Montsalvy, Montézic et Murols.
|                            | Murols                 | Lacroix-Barrez |
| Lapeyrugue (Cantal)        | Saint-Hippolyte        | Montézic       |
| Montsalvy (Cantal), Le Fel | Entraygues-sur-Truyère | Campouriez     |

### Hydrographie

#### Réseau hydrographique

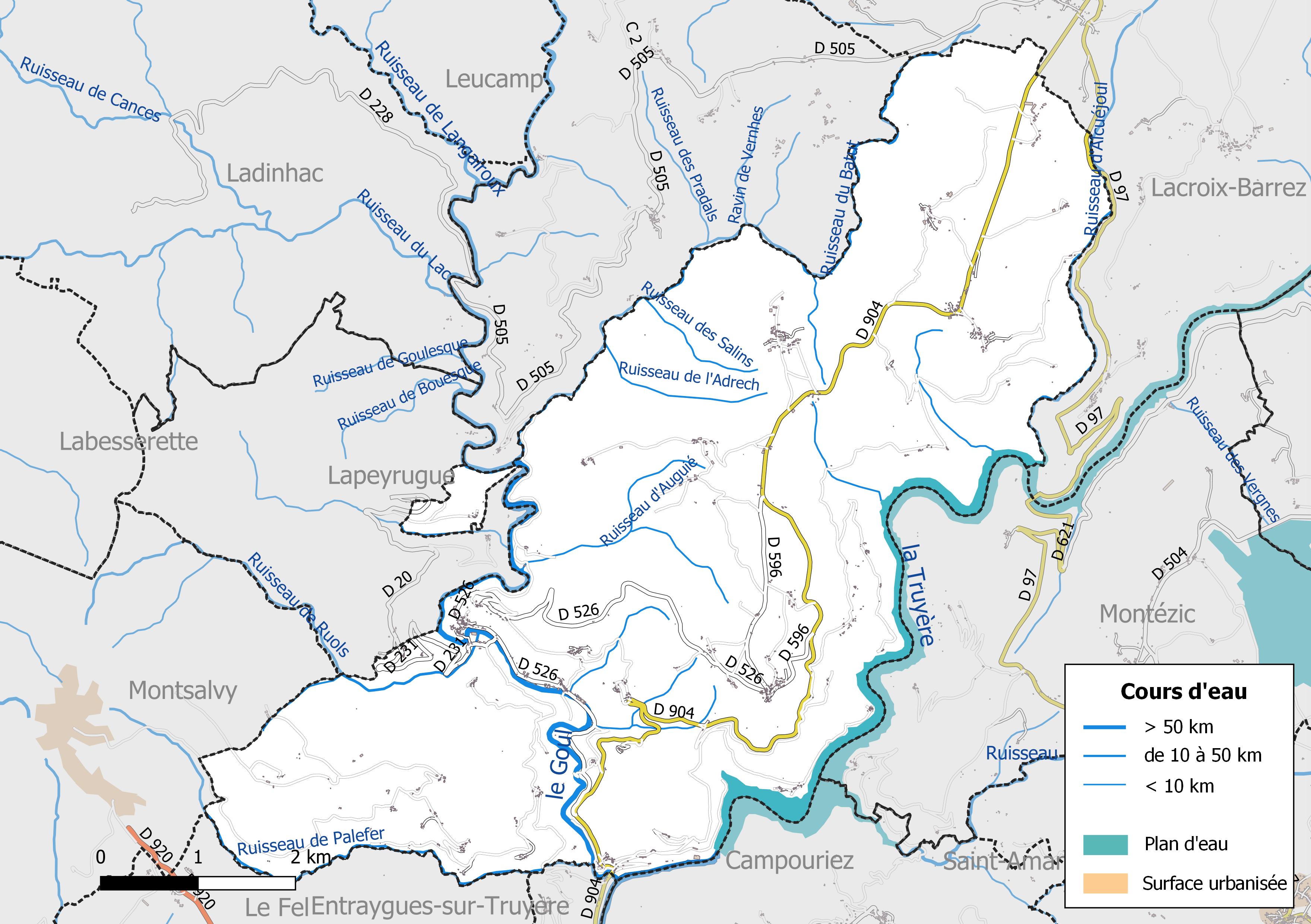
Réseaux hydrographique et routier de Saint-Hippolyte.

La commune est drainée par la Truyère, le Goul et le ruisseau de Palefer, le ruisseau de Ruols, le ruisseau du Batut, le ruisseau d'Auguié, le ruisseau de Fonbalès, le ruisseau de l'Adrech, le ruisseau de Saint-Marc, le ruisseau des Salins et par divers petits cours d'eau.
La Truyère, d'une longueur totale de 167,2 km, prend sa source dans la commune de Monts-de-Randon (48) et se jette  dans le Lot  à Entraygues-sur-Truyère, après avoir arrosé 39 communes.
Le Goul, d'une longueur totale de 52 km, prend sa source dans la commune de Pailherols (15) et se jette  dans la Truyère à Campouriez, après avoir arrosé 14 communes.
Le Ruisseau de Gouzou, d'une longueur totale de 11,1 km, prend sa source dans la commune de Saint-Amans-des-Cots et se jette  dans la Truyère à Saint-Hippolyte, après avoir arrosé 4 communes.
Le lac de Couesques est un lac de retenue lié au barrage de Couesques. Il s'étend sur 2,40 km2 et 12 km de longueur. Outre les communes de Campouriez et Saint-Hippolyte, la retenue baigne également quatre autres communes : Brommat et Lacroix-Barrez en rive droite, ainsi que  Saint-Gervais et Montézic en rive gauche. Elle est alimentée par la Truyère et son affluent le ruisseau de Gouzou, ainsi que par une trentaine de petits ruisseaux, et sert à alimenter par pompage-turbinage la retenue du barrage de Montézic via la centrale de Montézic.

#### Gestion des cours d'eau
La gestion des cours d’eau situés dans le bassin de l’Aveyron est assurée par l’établissement public d'aménagement et de gestion des eaux (EPAGE) Aveyron amont, créé le 1er janvier 2017, en remplacement du syndicat mixte du bassin versant Aveyron amont,,.

### Climat
Pour des articles plus généraux, voir Climat de l'Occitanie et Climat de l'Aveyron.
En 2010, le climat de la commune est de type climat des marges montargnardes, selon une étude s'appuyant sur une série de données couvrant la période 1971-2000. En 2020, Météo-France publie une typologie des climats de la France métropolitaine dans laquelle la commune est exposée à un climat de montagne et est dans une zone de transition entre les régions climatiques « Ouest et nord-ouest du Massif Central » et « Sud-est du Massif Central »0.
Pour la période 1971-2000, la température annuelle moyenne est de 10,6 °C, avec une amplitude thermique annuelle de 15,7 °C. Le cumul annuel moyen de précipitations est de 1 245 mm, avec 12,2 jours de précipitations en janvier et 7,2 jours en juillet. Pour la période 1991-2020, la température moyenne annuelle observée sur la station météorologique la plus proche, située sur la commune d'Entraygues-sur-Truyère à 7 km à vol d'oiseau, est de 13,3 °C et le cumul annuel moyen de précipitations est de 1 116,3 mm,. Pour l'avenir, les paramètres climatiques de la commune estimés pour 2050 selon différents scénarios d'émission de gaz à effet de serre sont consultables sur un site dédié publié par Météo-France en novembre 2022.

### Milieux naturels et biodiversité

#### Sites Natura 2000

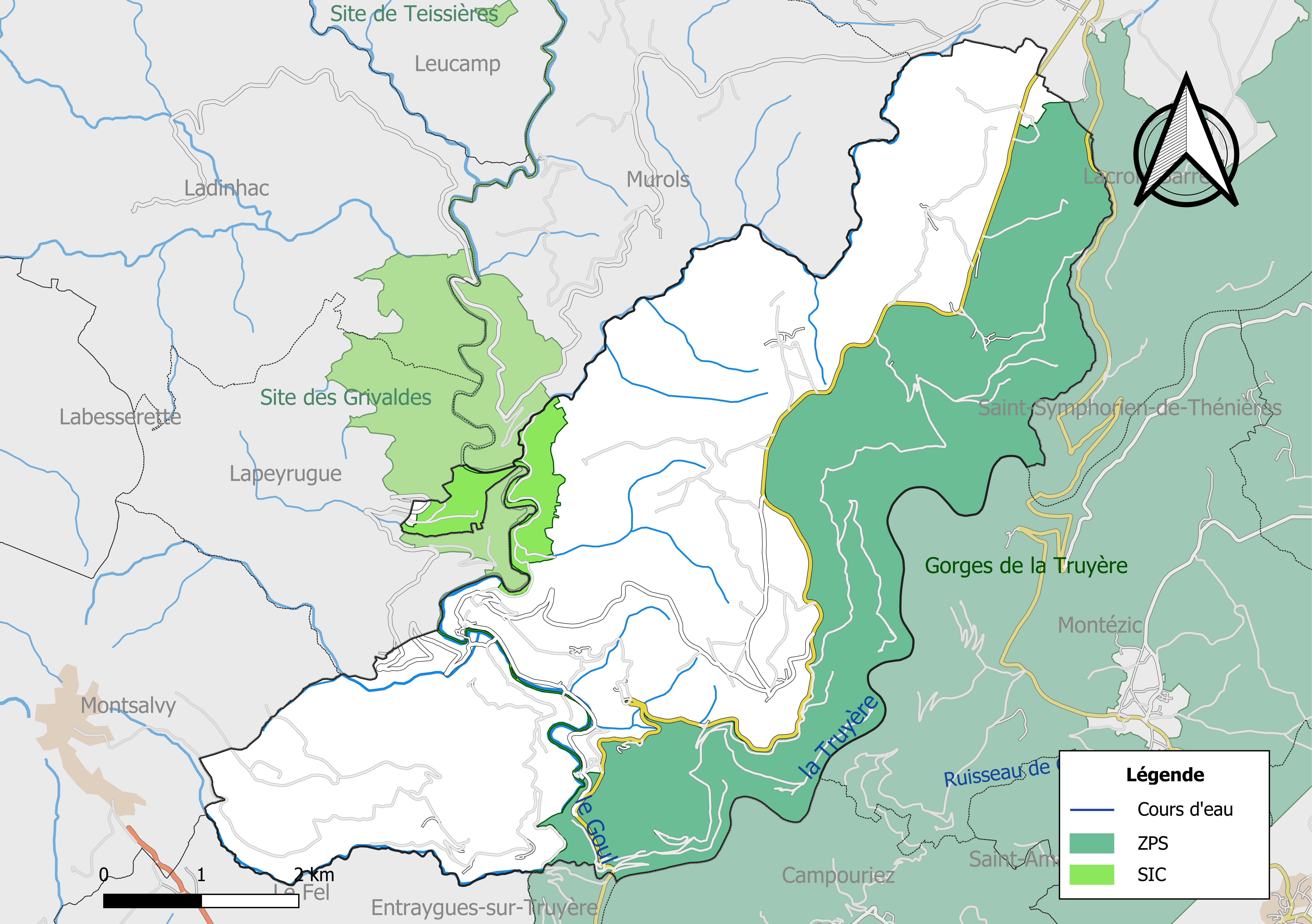
Sites Natura 2000 sur le territoire communal.

Le réseau Natura 2000 est un réseau écologique européen de sites naturels d’intérêt écologique élaboré à partir des Directives « Habitats » et « Oiseaux ». Ce réseau est constitué de Zones spéciales de conservation (ZSC) et de Zones de protection spéciale (ZPS). Dans les zones de ce réseau, les États Membres s'engagent à maintenir dans un état de conservation favorable les types d'habitats et d'espèces concernés, par le biais de mesures réglementaires, administratives ou contractuelles.
Deux sites Natura 2000 ont été définis sur la commune au titre de la « directive Habitats » : 
- La « Haute vallée du Lot entre Espalion et Saint-Laurent-d'Olt et gorges de la Truyère, basse vallée du Lot et le Goul », d'une superficie de 5 653 ha, comprend une partie de la vallée du Lot ainsi que deux de ses affluents : la Truyère et le Goul. Le site est remarquable d'une part du fait de la présence de deux espèces d'intérêt communautaire, la Loutre d'Europe et le Chabot, et de plusieurs habitats aquatiques et forestiers d'intérêts communautaires qui se rapportent aux trois entités paysagères du site[17] ;
- le « Site des Grivaldes », d'une superficie de 510 ha, est un site de reproduction majeur pour le Grand Murin (un des deux seuls gîtes de reproduction connu dans le Cantal, un des rares du Nord Aveyron) en situation isolée et zone de sympatrie avec le Petit Murin, dont les premières colonies connues au Sud sont distantes de plusieurs dizaines de kilomètres[18] ;

un  au titre de la « directive Oiseaux » :  
- Les « Gorges de la Truyère », d'une superficie de 16 681 ha, où douze espèces de l'annexe 1 se reproduisent régulièrement sur le site, parmi lesquelles huit espèces de rapaces[19].

#### Zones naturelles d'intérêt écologique, faunistique et floristique
L’inventaire des zones naturelles d'intérêt écologique, faunistique et floristique (ZNIEFF) a pour objectif de réaliser une couverture des zones les plus intéressantes sur le plan écologique, essentiellement dans la perspective d’améliorer la connaissance du patrimoine naturel national et de fournir aux différents décideurs un outil d’aide à la prise en compte de l’environnement dans l’aménagement du territoire.
Le territoire communal de Saint-Hippolyte comprend quatre ZNIEFF de type 1, : 
- les « Gorges de la Truyère de Rueyres au trébuc » (2 494 ha), couvrant 7 communes du département[21] ;
- « Les grivaldes » (274,3 ha), couvrant 3 communes dont 1 dans l'Aveyron et 2 dans le Cantal[22] ;
- les « Rivières de la Truyère et du Goul » (714,8 ha), couvrant 11 communes dont 9 dans l'Aveyron et 2 dans le Cantal[23] ;
- la « Vallée de la Truyère au barrage de Couesques » (285 ha), couvrant 2 communes du département[24] ;

et une ZNIEFF de type 2,, 
la « Vallée de la Truyère, du Goul et de la Bromme » (8 876 ha), qui s'étend sur 18 communes dont 12 dans l'Aveyron et 6 dans le Cantal.

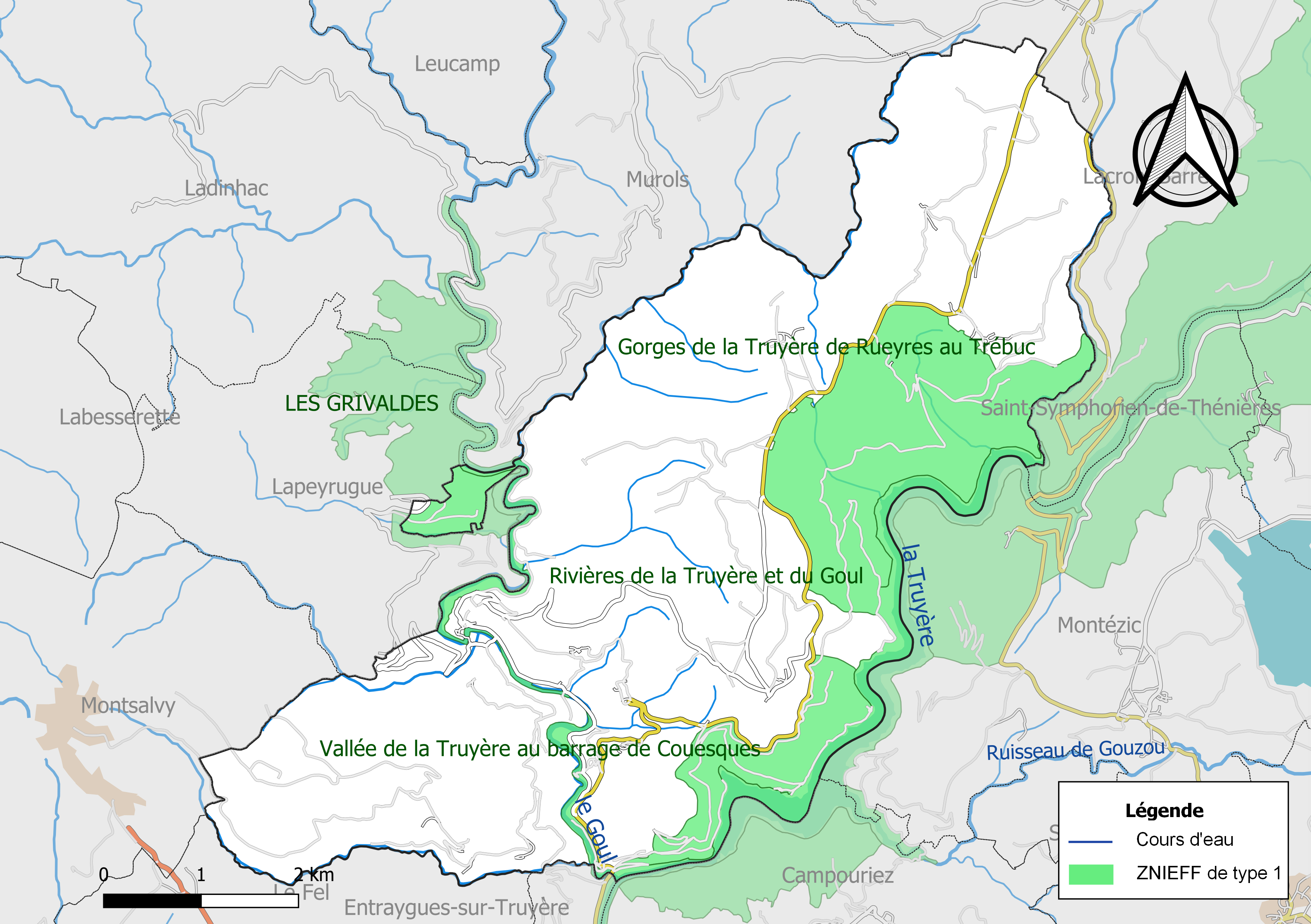
Carte des ZNIEFF de type 1 de la commune.
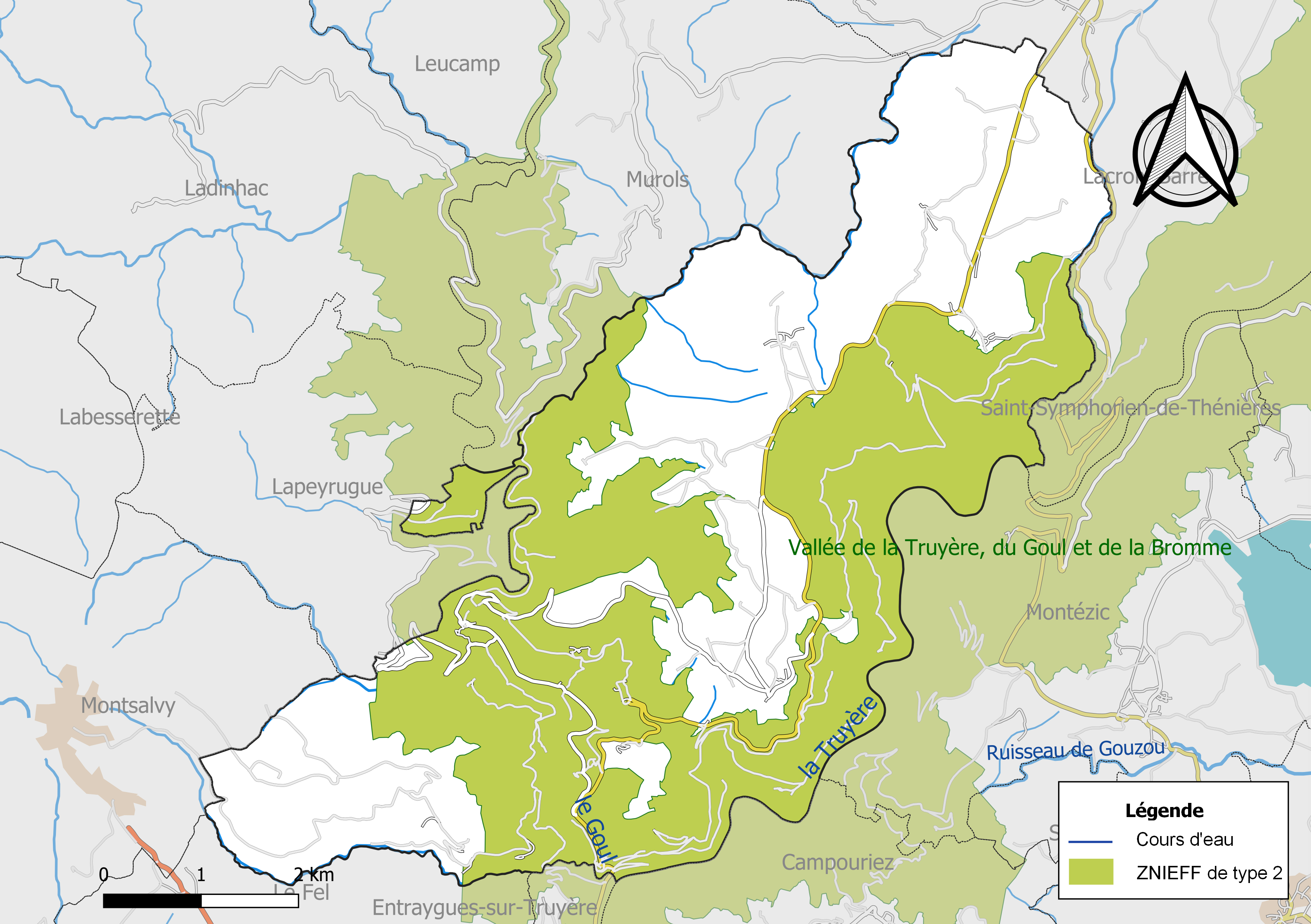
Carte de la ZNIEFF de type 2 de la commune.

## Urbanisme

### Typologie
Au 1er janvier 2024, Saint-Hippolyte est catégorisée commune rurale à habitat très dispersé, selon la nouvelle grille communale de densité à sept niveaux définie par l'Insee en 2022.
Elle est située hors unité urbaine et hors attraction des villes,.

### Occupation des sols

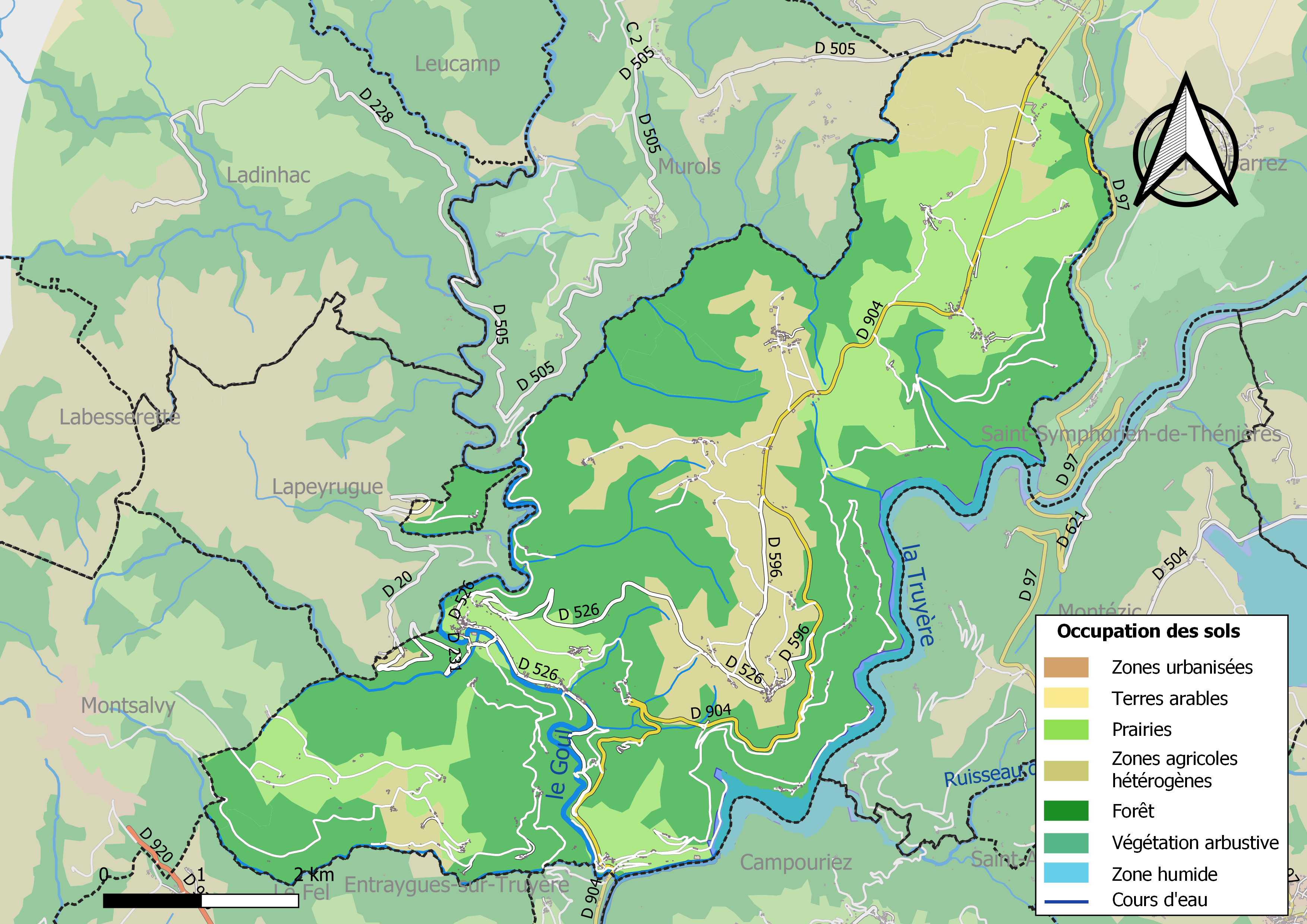
Infrastructures et occupation des sols de la commune de Saint-Hippolyte.

L'occupation des sols de la commune, telle qu'elle ressort de la base de données européenne d’occupation biophysique des sols Corine Land Cover (CLC), est marquée par l'importance des forêts et milieux semi-naturels (57,3 % en 2018), en diminution par rapport à 1990 (62,7 %). La répartition détaillée en 2018 est la suivante : 
forêts (57,2 %), prairies (21,4 %), zones agricoles hétérogènes (19 %), eaux continentales (2,3 %).

### Planification
La commune ne disposait pas en 2017 de document d'urbanisme opérationnel et le règlement national d'urbanisme s'appliquait donc pour la délivrance des permis de construire.

### Risques majeurs
Le territoire de la commune de Saint-Hippolyte est vulnérable à différents aléas naturels : climatiques (hiver exceptionnel ou canicule), feux de forêts et séisme (sismicité faible).
Il est également exposé à deux risques technologiques, le transport de matières dangereuses et la rupture d'un barrage, et à un risque particulier, le risque radon,.

#### Risques naturels
Le Plan départemental de protection des forêts contre les incendies découpe le département de l’Aveyron en sept « bassins de risque » et définit une sensibilité des communes à l’aléa feux de forêt (de faible à très forte). La commune est classée en sensibilité faible.
Les mouvements de terrains susceptibles de se produire sur la commune sont liés à la présence de cavités souterraines localisées sur la commune,.

#### Risques technologiques
Le risque de transport de matières dangereuses sur la commune est lié à sa traversée par une route à fort trafic. Un accident se produisant sur une telle infrastructure est en effet susceptible d’avoir des effets graves au bâti ou aux personnes jusqu’à 350 m, selon la nature du matériau transporté. Des dispositions d’urbanisme peuvent être préconisées en conséquence.
Dans le département de l'Aveyron on dénombre huit grands barrages susceptibles d’occasionner des dégâts en cas de rupture. La commune fait partie des 64 communes susceptibles d’être touchées par l’onde de submersion consécutive à la rupture d’un de ces barrages.

#### Risque particulier
Dans plusieurs parties du territoire national, le radon, accumulé dans certains logements ou autres locaux, peut constituer une source significative d’exposition de la population aux rayonnements ionisants. Toutes les communes du département sont concernées par le risque radon à un niveau plus ou moins élevé. Selon le dossier départemental des risques majeurs du département établi en 2013, la commune de Saint-Hippolyte est classée à risque moyen à élevé. Un décret du 4 juin 2018 a modifié la terminologie du zonage définie dans le code de la santé publique et a été complété par un arrêté du 27 juin 2018 portant délimitation des zones à potentiel radon du territoire français. La commune est désormais en zone 3, à savoir zone à potentiel radon significatif.

## Politique et administration

### Découpage territorial
La commune de Saint-Hippolyte est membre de la communauté de communes Comtal Lot et Truyère, un établissement public de coopération intercommunale (EPCI) à fiscalité propre créé le 1er janvier 2017 dont le siège est à Espalion. Ce dernier est par ailleurs membre d'autres groupements intercommunaux.
Sur le plan administratif, elle est rattachée à l'arrondissement de Rodez, au département de l'Aveyron et à la région Occitanie. Sur le plan électoral, elle dépend du  canton de Lot et Truyère pour l'élection des conseillers départementaux, depuis le redécoupage cantonal de 2014 entré en vigueur en 2015, et de la première circonscription de l'Aveyron  pour les élections législatives, depuis le dernier découpage électoral de 2010.

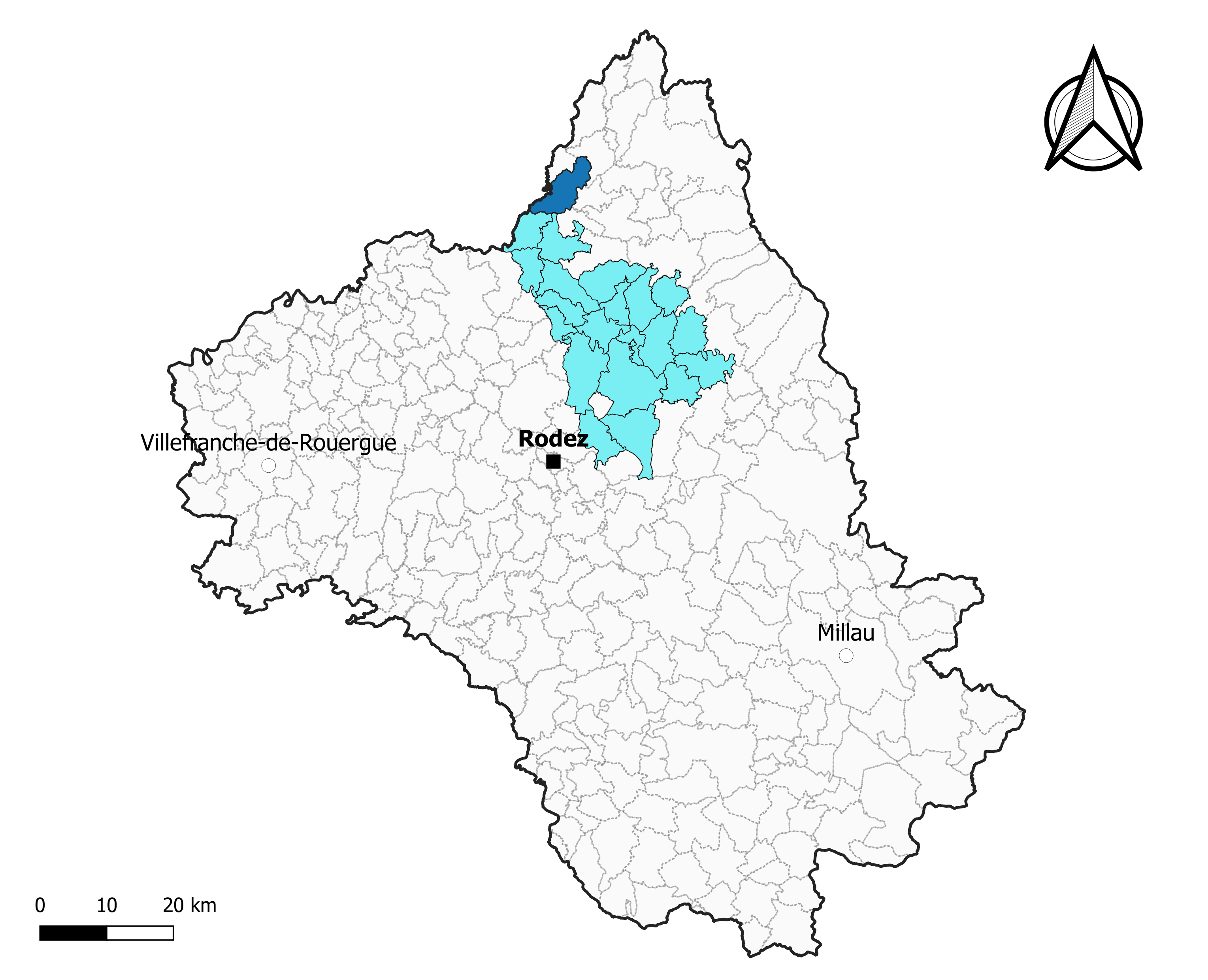
Saint-Hippolyte dans l'intercommunalité en 2020.
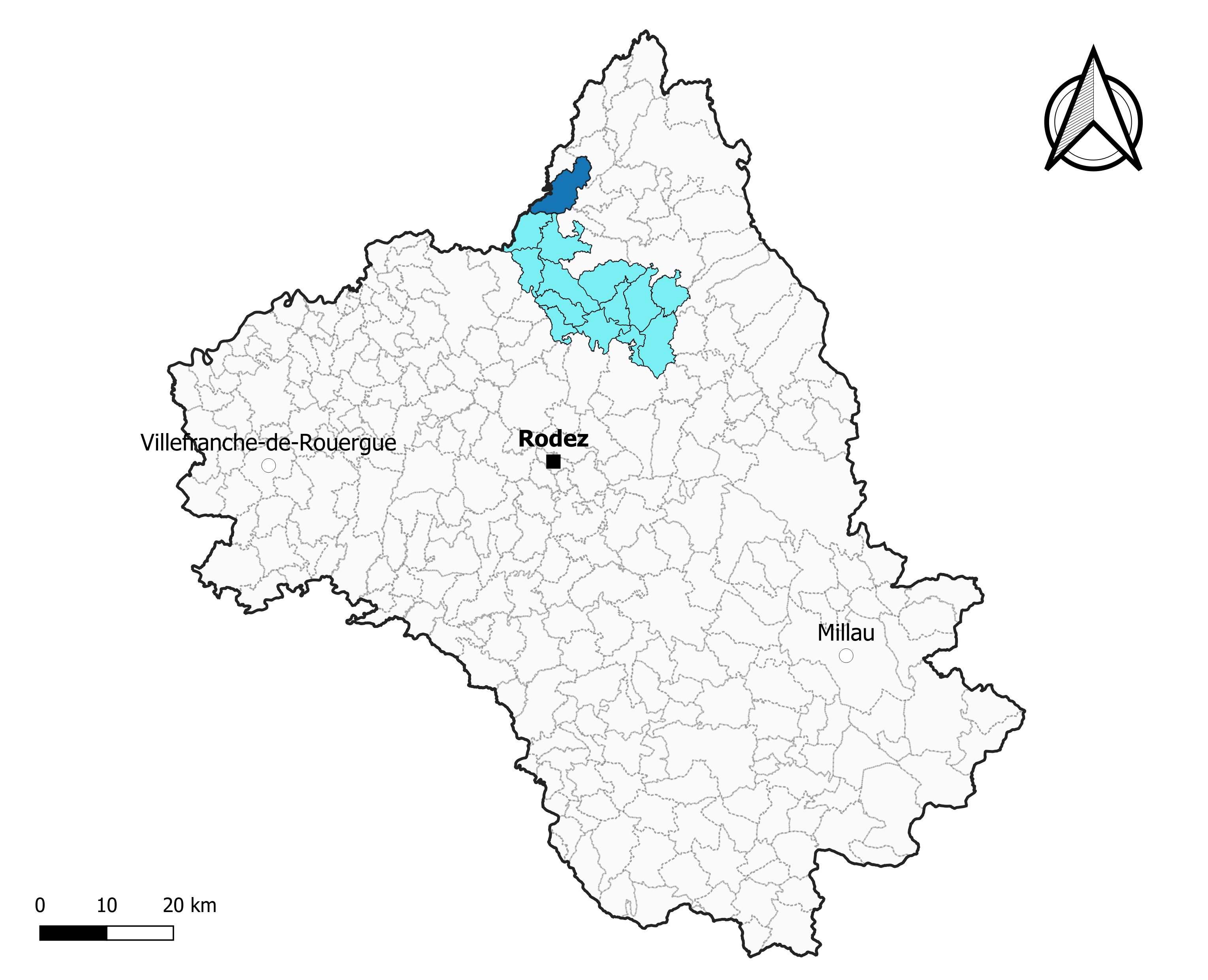
Saint-Hippolyte dans le canton de Lot et Truyère en 2020.
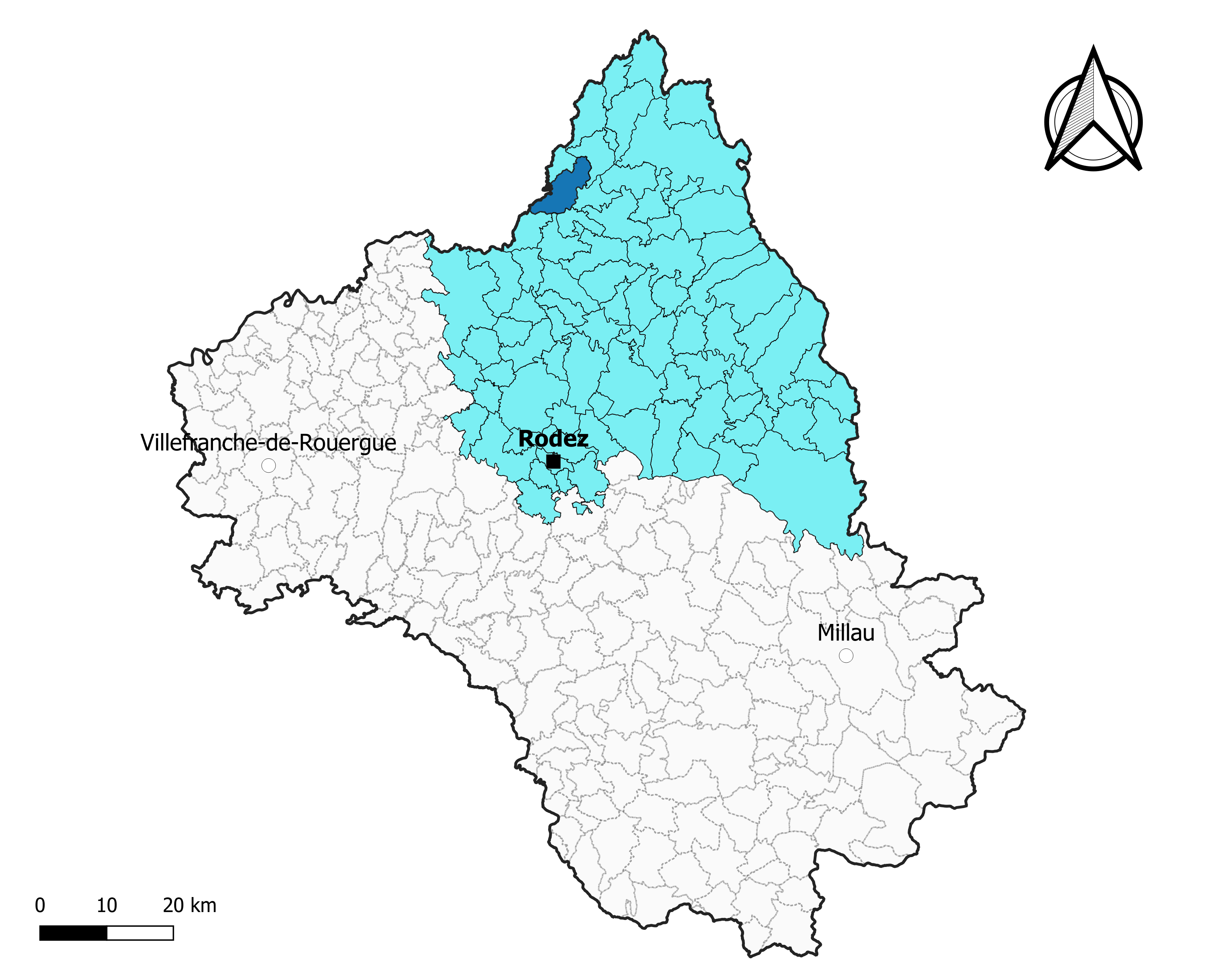
Saint-Hippolyte dans l'arrondissement de Rodez en 2020.

### Élections municipales et communautaires

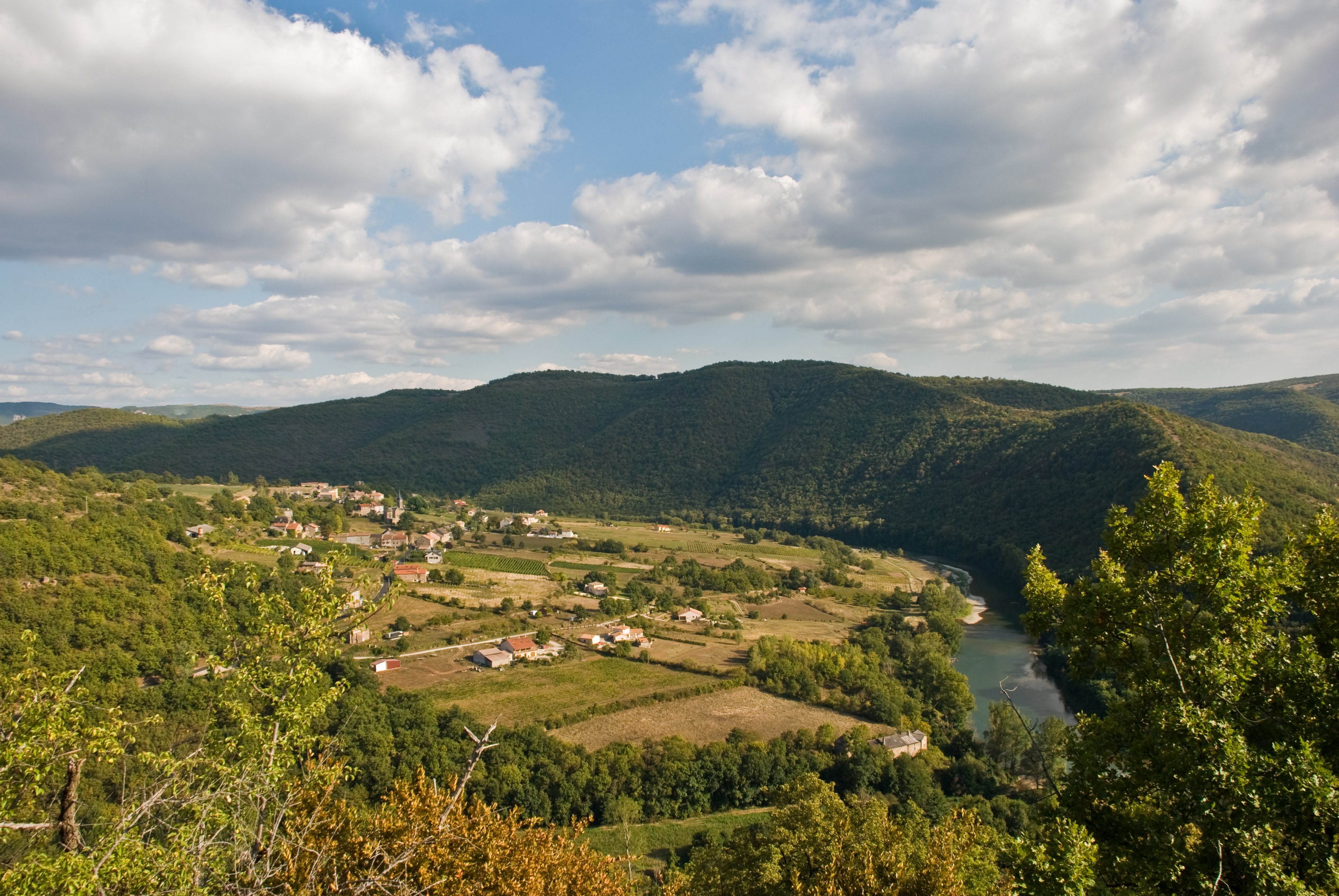
Paysage de la commune près de la Truyère.

#### Élections de 2020
Le conseil municipal de Saint-Hippolyte, commune de moins de 1 000 habitants, est élu au scrutin majoritaire plurinominal à deux tours avec candidatures isolées ou groupées et possibilité de panachage. Compte tenu de la population communale, le nombre de sièges à pourvoir lors des élections municipales de 2020 est de 11. La totalité des onze candidats en lice est élue dès le premier tour, le 15 mars 2020, avec un taux de participation de 68,41 %.
Francine Lafon, maire sortante, est réélue pour un nouveau mandat le 26 mai 2020.
Dans les communes de moins de 1 000 habitants, les conseillers communautaires sont désignés parmi les conseillers municipaux élus en suivant l’ordre du tableau (maire, adjoints puis conseillers municipaux) et dans la limite du nombre de sièges attribués à la commune au sein du conseil communautaire. Deux sièges sont attribués à la commune au sein de la communauté de communes Comtal Lot et Truyère.

#### Liste des maires
| Période                                  | Période  | Identité        | Étiquette | Qualité                                                       |
| ---------------------------------------- | -------- | --------------- | --------- | ------------------------------------------------------------- |
| mars 2014                                | En cours | Francine Lafon  | LR        | Agricultrice Conseillère départementale depuis septembre 2019 |
| mars 2008                                | 2014     | Didier Cayla    | MoDem     |                                                               |
| avril 2014                               | En cours | Francine Lafon, |           | Agricultrice sur petite exploitation                          |
| Les données manquantes sont à compléter. |          |                 |           |                                                               |

## Démographie
L'évolution du nombre d'habitants est connue à travers les recensements de la population effectués dans la commune depuis 1793. Pour les communes de moins de 10 000 habitants, une enquête de recensement portant sur toute la population est réalisée tous les cinq ans, les populations de référence des années intermédiaires étant quant à elles estimées par interpolation ou extrapolation. Pour la commune, le premier recensement exhaustif entrant dans le cadre du nouveau dispositif a été réalisé en 2008.

En 2022, la commune comptait 426 habitants, en évolution de −3,84 % par rapport à 2016 (Aveyron : +0,37 %, France hors Mayotte : +2,11 %).
| 1793  | 1800  | 1806  | 1821  | 1831  | 1836  | 1841  | 1846  | 1851  |
| ----- | ----- | ----- | ----- | ----- | ----- | ----- | ----- | ----- |
| 1 200 | 1 136 | 2 183 | 2 189 | 2 034 | 2 104 | 2 048 | 1 961 | 1 836 |

| 1856  | 1861  | 1866  | 1872  | 1876  | 1881  | 1886  | 1891  | 1896  |
| ----- | ----- | ----- | ----- | ----- | ----- | ----- | ----- | ----- |
| 1 909 | 1 939 | 1 895 | 1 961 | 1 961 | 1 945 | 1 937 | 1 928 | 1 851 |

| 1901  | 1906  | 1911  | 1921  | 1926  | 1931  | 1936  | 1946  | 1954  |
| ----- | ----- | ----- | ----- | ----- | ----- | ----- | ----- | ----- |
| 1 683 | 1 645 | 1 580 | 1 338 | 1 289 | 1 158 | 1 103 | 1 241 | 1 177 |

| 1962 | 1968 | 1975 | 1982 | 1990 | 1999 | 2006 | 2008 | 2013 |
| ---- | ---- | ---- | ---- | ---- | ---- | ---- | ---- | ---- |
| 937  | 825  | 677  | 685  | 541  | 500  | 463  | 453  | 444  |

| 2018 | 2022 | - | - | - | - | - | - | - |
| ---- | ---- | - | - | - | - | - | - | - |
| 427  | 426  | - | - | - | - | - | - | - |

## Économie

### Revenus
En 2018  (données Insee publiées en septembre 2021), la commune compte 214 ménages fiscaux, regroupant 424 personnes. La médiane du revenu disponible par unité de consommation est de 17 350 € (20 640 € dans le département).

### Emploi
| Division       | 2008  | 2013  | 2018  |
| -------------- | ----- | ----- | ----- |
| Commune        | 8,3 % | 11 %  | 5,2 % |
| Département    | 5,4 % | 7,1 % | 7,1 % |
| France entière | 8,3 % | 10 %  | 10 %  |

En 2018, la population âgée de 15 à 64 ans s'élève à 232 personnes, parmi lesquelles on compte 68,1 % d'actifs (62,9 % ayant un emploi et 5,2 % de chômeurs) et 31,9 % d'inactifs,. En  2018, le taux de chômage communal (au sens du recensement) des 15-64 ans est inférieur à celui de la France et du département, alors qu'en 2008 la situation était inverse.
La commune est hors attraction des villes,. Elle compte 73 emplois en 2018, contre 74 en 2013 et 83 en 2008. Le nombre d'actifs ayant un emploi résidant dans la commune est de 152, soit un indicateur de concentration d'emploi de 48,1 % et un taux d'activité parmi les 15 ans ou plus de 42,8 %.
Sur ces 152 actifs de 15 ans ou plus ayant un emploi, 63 travaillent dans la commune, soit 41 % des habitants. Pour se rendre au travail, 86,2 % des habitants utilisent un véhicule personnel ou de fonction à quatre roues, 1,3 % s'y rendent en deux-roues, à vélo ou à pied et 12,5 % n'ont pas besoin de transport (travail au domicile).

### Activités hors agriculture
22 établissements sont implantés  à Saint-Hippolyte au 31 décembre 2019. Le tableau ci-dessous en détaille le nombre par secteur d'activité et compare les ratios avec ceux du département,.
Le secteur de l'industrie manufacturière, des industries extractives et autres est prépondérant sur la commune puisqu'il représente 31,8 % du nombre total d'établissements de la commune (7 sur les 22 entreprises implantées  à Saint-Hippolyte), contre 17,7 % au niveau départemental.

### Agriculture
La commune est dans la « Viadène et vallée du Lot », une petite région agricole occupant le nord-ouest du département de l'Aveyron. En 2020, l'orientation technico-économique de l'agriculture  sur la commune est l'élevage bovin, orientation mixte lait et viande.
|               | 1988  | 2000  | 2010  | 2020  |
| ------------- | ----- | ----- | ----- | ----- |
| Exploitations | 73    | 46    | 22    | 22    |
| SAU (ha)      | 1 446 | 1 333 | 1 009 | 1 012 |

Le nombre d'exploitations agricoles en activité et ayant leur siège dans la commune est passé de 73 lors du recensement agricole de 1988  à 46 en 2000 puis à 22 en 2010 et enfin à 22 en 2020, soit une baisse de 70 % en 32 ans. Le même mouvement est observé à l'échelle du département qui a perdu pendant cette période 51 % de ses exploitations,. La surface agricole utilisée sur la commune a également diminué, passant de 1 446 ha en 1988 à 1 012 ha en 2020. Parallèlement la surface agricole utilisée moyenne par exploitation a augmenté, passant de 20 à 46 ha.

## Culture locale et patrimoine

### Lieux et monuments
- Église Saint-Hippolyte de Saint-Hippolyte.
- Église Notre-Dame de Rouens (XVIIIe siècle) et point de vue sur Vallon et la Truyère.
- Église Saint-Roch de Pons (XVe siècle).
- lac et barrage hydroélectrique au hameau de Couesques.

### Personnalités liées à la commune
- Antoine Chapt de Rastignac(1776-1862), général des armées napoléoniennes (décédé à St Hippolyte).
- Pierre Souyri, né le 10 mars 1925 à Saint-Hippolyte et mort le 14 juillet 1979 à Saint-Mamet-la-Salvetat, sociologue, résistant du mouvement Francs-tireurs et partisans et militant du Parti communiste français de 1942 à 1944.
- Juliette Mayniel, actrice de cinéma née à Saint-Hippolyte le 22 janvier 1936, mère de l'acteur italien Alessandro Gassman.
- Michel Rocard, ancien Premier ministre, propriétaire à Saint Hippolyte de 2002 à 2006[57].
- Philippe Meyer, écrivain, journaliste et homme de radio, depuis 2006.